# Kódování (sociologie)
Kódování je v sociologii termín, kterým se nejčastěji rozumí postup přiřazování kódů kvalitativním údajům získaným při empirickém výzkumu. Kódy mohou mít podobu čísel, písmen nebo určitých značek, v kvalitativní analýze pak podobu zejména slov či slovních spojení. V kvantitativním výzkumu jsou kódy číselné hodnoty proměnných (věk, příjem). V kvalitativním výzkumu se termín vztahuje k procesu analýzy dat.

## Kódování kvalitativních dat v kvantitativní analýze

### Účel
Účelem kódování je transformace kvalitativních dat do takové podoby, aby mohla být zpracována a vyhodnocena obvykle za použití výpočetní techniky. Daty se v tomto případě rozumějí odpovědi na uzavřené a otevřené otázky. Vzhledem k tomu, že jde o data kvalitativní, jsou tyto odpovědi nejčastěji ve formě textu. V případě snahy o kvantitativní analýzu by bylo velmi nevhodné zapisovat tento text v tabulce do hodnoty proměnné přímo. Proto je odpovědi na základě jejího vyznění přiřazen kód, který ji v hodnotě proměnné zastupuje.

### Kódy
Kódem se rozumí symbol, který kodér přiřadí údaji, jenž vystupuje jako hodnota kvalitativní proměnné za účelem standardizace zápisu v tabulce. Kódem mohou být písmena, číslice nebo určité značky.

### Postup kódování při kvantitativní analýze
Postup kódování je závislý na povaze kvalitativního údaje. U uzavřených otázek bývají většinou kódy označení variant odpovědí. Jiná je situace u otevřených otázek a speciálních kvalitativních údajů (fotografie, schéma), kde je třeba vytvořit kódový klíč. Ten představuje soustavu znaků, které jsou přiřazeny jednotlivým kvalitativním údajům, např. k odpovědím na určitou otevřenou otázku.

## Kódování jako proces analýzy dat v kvalitativní analýze

### Popis
Jde o jednu z fází výzkumu, který je založen na přístupu označovaném jako zakotvená teorie. Výzkumník nashromáždí empirická data, kterými je většinou nějaký souvislý text (např. přepis rozhovoru). Aby na základě tohoto textu mohla vzniknout nějaká obecná teorie, musí výzkumník text podrobit analýze kódováním. Cílem je rozkrytí obsahu sdělení v obecné rovině, na základě kterého může být tato teorie formulována. Zkoumaný text je podroben systematické analýze a následné interpretaci. Kódování zvoleného textu tedy umožní výzkumníkovi odhalit jinak skryté vztahy, pravidelnosti či témata. 

### Postup
Obecně probíhá kódování tak, že výzkumník pročítá text a jednotlivým jeho částem (slovo, věta, řádek apod.) přiřazuje kódy. Jedná se tedy o proces, kdy jsou jednotlivé údaje v textu rozebrány, pojmenovány a nově poskládány na základě námi stanovených kódů. Kódy mohou být slova nebo slovní spojení, které nějakým způsobem zobecňují konkrétní pozorované jevy v textu. Jestliže se výzkumník od informátora při rozhovoru např. dozví: „Ráno se většinou jdu nasnídat a pak si vyčistím zuby,“ může této větě přiřadit kód ranní návyky.
Strauss a Corbinová rozlišují tři způsoby kódování, otevřené, axiální a selektivní.

#### Otevřené kódování
Otevřené kódování se váže k prvnímu průchodu textem. Cílem této fáze je tematické rozkrytí analyzovaného textu. Výzkumník si všímá témat a přiřazuje jim kódy, může kódovat jednotlivá slova, věty nebo odstavce. Kódy volí tak, aby zahrnovaly konkrétní jevy v textu do obecnějších konceptů (např. mytí nádobí může být zakódováno jako pracovní činnost) nebo kategorií. Rozdíl mezi konceptem a kategorií spočívá v tom, že koncept je ve vztahu ke konkrétnímu jevu v textu méně obecný než kategorie. Více konceptů se tedy dá sloučit pod jednu kategorii. (např. více pracovních činností může spadat do kategorie denní řád) Výsledkem otevřeného kódování je seznam konceptů a kategorií, které nám dávají přehled o tématech v textu.
V následujícím textu
„Zlepšení výsledků testů z češtiny bude složité. Zhoršila se hlavně úroveň psaného projevu. Důvodem může být, že žáci málo čtou, proto se je snažíme motivovat. Byli jsme na výletě v Kersku, kam jezdil Bohumil Hrabal nebo jsme na veřejné čtení pozvali Michala Viewegha.“
by mohly být kódovány kategorie jako klesající vzdělanost, nezájem o čtení, lepší studijní výsledky. Konceptem by mohlo být třeba zvaní autorů nebo výlet. Při volbě odpovídajícího kódu, který reprezentuje konkrétní jev v textu, si výzkumník klade otázky, skrze které kód určí. Návodné otázky jsou vhodnou pomůckou při otevřeném kódování. Dle Flicka (2006) rozlišujeme otázky: Co?; Kdo?; Jak? Kdy?; Jak dlouho?; Kde?; Jak moc?; Jak silně?; Proč?; Kvůli čemu?; Pomocí čeho?. Výsledkem otevřeného kódování je pouze deskripce získaných dat. Dle Švaříčka, Šeďové říkáme, co v získaných datech je a přitom tvoříme „slovník, jímž budeme nadále o svých nálezech hovořit.“ 

#### Axiální kódování
Při axiálním kódování se výzkumník nejdříve ptá, zdali nelze některé koncepty sloučit do kategorií či zda není vhodné sloučit určité kategorie. Poté provádí analýzu vztahů mezi kategoriemi. Snaží se postihnout tu kategorii, která propojuje všechny ostatní (fenomén). Těmi podle obecného kódovacího paradigmatu jsou kontext, kauzální podmínky, intervenující podmínky, následky a strategie jednání.
V předchozím textu by se nejdříve utvořila kategorie aktivity ke zlepšení, do které by byly zahrnuty koncepty (zvaní autorů, výlet). Poté by výzkumník zkoumal vztahy mezi kategoriemi. Fenoménem by byla klesající vzdělanost, příčinnou podmínkou nezájem o čtení, strategií aktivity ke zlepšení a následkem lepší studijní výsledky.

#### Selektivní kódování
Selektivní kódování se používá většinou v samém závěru analýzy. Východiskem je axiální kódování, které poskytuje přehled o vztazích kategorií v textu. Cílem selektivního kódování je stanovení hlavních kategorií, které budou ústředním zdrojem vznikající teorie a které budou zahrnovat všechny kategorie ostatní. Z hlavních kategorií je následně třeba získat jednu ústřední. Metaforou vyjádřeno: selektivním kódováním hledáme hlavní postavu děje.